# Hà Tiên
Hà Tiên je město na severozápadě vietnamské provincie Kiên Giang.
Město Hà Tiên bylo dříve v okrese Hà Tiên v provincii Rạch Giá. Po změně[kdy?] leží v provincii Kiên Giang, v klíčové ekonomické oblasti delty Mekongu a nachází se v oblasti zlatého turistického trojúhelníku provincií: Rạch Giá - Hà Tiên - Phú Quốc a sousedních okresů.
V současné době Hà Tiên není hlavním městem provincie Kiên Giang, kterým je větší město Rạch Giá . V období francouzské nadvlády ale Ha Tien bylo sídlem celé provincie Ha Tien, stejně jako během dynastie Nguyễn. Oblast Ha Tien sestávala z Kiên Giang, Cà Mau a částí dnešních provincií Hậu Giang, Sóc Trăng a Bạc Lieu . Město Ha Tien je v současnosti městem III. třídy.

## Zeměpis
Správní hranice města Hà Tiên:
- Sever města má hranici s Kambodžským královstvím o délce 13,7 km
- Na východ sousedí s okresem Giang Thanh
- Okrajem okresu Kien Luong na jih
- Na západě hraničí s Thajským zálivem s pobřežím o dálce asi 26 km.

### Přírodní podmínky

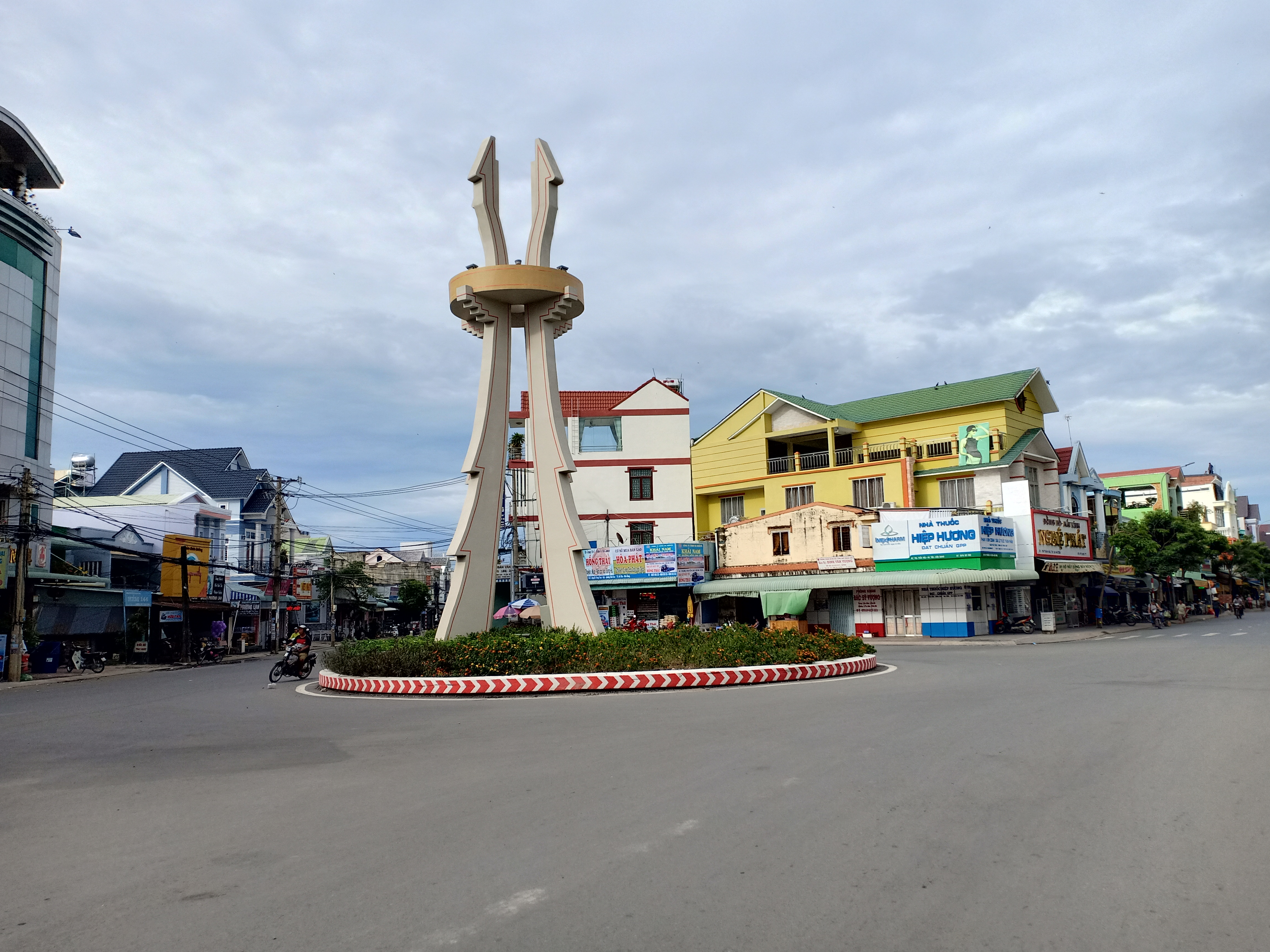

Město Hà Tiên je úzký pruh země ležící u pobřeží. Je tu mnoho druhů přírodních úkazů, jako je laguna, záliv, nížina, hory, řeka, jeskyně a ostrovy. Jedná se tedy o pěknou krajinu, jako například záliv Hạ Long.
Řeka Giang Thanh, pramenící v Kambodží, proudí do oblasti města Hà Tiên o délce asi 23 km.